# 天狼星竞技俱乐部足球队
天狼星竞技俱乐部足球队（瑞典語：IK Sirius FK），为瑞典乌普萨拉市的一个足球队，为天狼星竞技俱乐部的足球部门。该队成立于1907年。现在参加瑞典超級足球聯賽。